# Caspar Weinberger
Caspar Willard "Cap" Weinberger (São Francisco, 18 de agosto de 1917 – Bangor, 28 de março de 2006) foi um político e empresário norte-americano. Foi um proeminente membro do Partido Republicano e serviu em várias posições estaduais e federais durante três décadas. Principalmente, foi nomeado como o 15º Secretário de Defesa dos Estados Unidos de 1981 a 1987 durante a presidência de Ronald Reagan.
Nascido na Califórnia, Weinberger serviu na 41ª Divisão de Infantaria no Teatro do Pacífico durante a Segunda Guerra Mundial. Ele entrou na política em 1953 como membro da Assembleia do Estado da Califórnia, ocupando posteriormente as posições de presidente da Comissão Federal de Comércio e Diretor do Escritório de Administração e Orçamento dos Estados Unidos sob os presidentes Richard Nixon e Gerald Ford. Foi também um bem sucedido empresário, chegando a ser vice-presidente e conselheiro Bechtel Corporation e depois presidente da Forbes.
Seu mandato como Secretário de Defesa é o terceiro mais longo da história norte-americana, atrás apenas de Robert McNamara e Donald Rumsfeld, e ocorreu durante os últimos anos da Guerra Fria. Weinberger é conhecido por seu papel importante na administração da Iniciativa Estratégica de Defesa e nos posteriores indiciamentos do Caso Irã-Contras. Ele recebeu a Medalha Presidencial da Liberdade em 1987 e um título honorário de cavaleiro da Ordem do Império Britânico pela rainha Isabel II em 1988 por seu papel na colaboração anglo-americana durante a Guerra das Malvinas.